# Lisa Blunt Rochester
Lisa Blunt Rochester (Filadélfia, 10 de fevereiro de 1962) é uma política norte-americana. Filiada ao Partido Democrata, atualmente é a única representante do Delaware na Câmara dos Representantes dos Estados Unidos.

## Início de vida e educação
Natural da Pensilvânia, sua família mudou-se para Wilmington em 1969. Seu pai, Ted Blunt, serviu no Conselho Municipal de Wilmington, inclusive como seu presidente.
Blunt Rochester é bacharel em relações internacionais pela Universidade Fairleigh Dickinson e mestre em assuntos urbanos e políticas públicas pela Universidade de Delaware.

## Início da carreira política
Em 1989, Blunt Rochester foi trabalhar como estagiária de Tom Carper, com quem trabalhou enquanto ele era membro da Câmara dos Representantes dos Estados Unidos e governador de Delaware. Mais tarde, foi Secretária do Trabalho do Estado, Diretora do Pessoal do Estado e CEO da Metropolitan Wilmington Urban League. Ela viveu brevemente em Xangai, na China.

## Câmara dos Representantes dos EUA

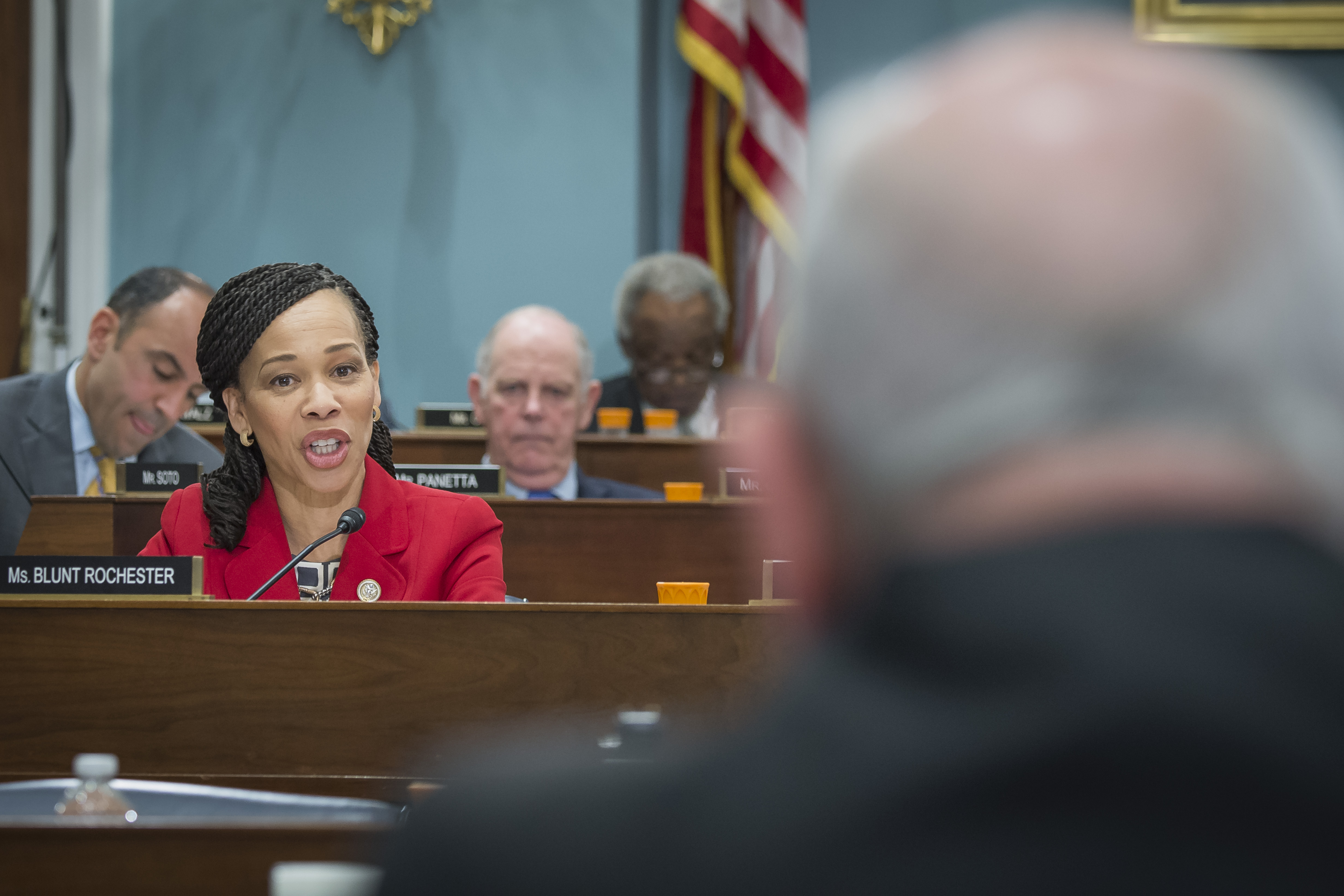
Blunt Rochester questionando o secretário Sonny Perdue durante audiência do Comitê de Agricultura, em 17 de maio de 2017.

Em 2016, Blunt Rochester concorreu para a Câmara dos Representantes dos Estados Unidos pelo Delaware, que possui apenas um assento na câmara baixa. Em 13 de setembro, venceu a primária democrata com 43% dos votos, contra 24% de seu adversário mais próximo. Na eleição de geral de 8 denovembro, foi eleita com 223.554 votos, ou 55% dos votos válidos. Ao assumir o cargo em 3 de janeiro de 2017, tornou-se a primeira mulher e o primeiro afro-americano a representar o Delaware no Congresso.

## Vida pessoal
Blunt-Rochester foi casada durante vinte anos com seu primeiro marido. Seu segundo marido, Charles, morreu em 2014. Ela tem um filho chamado Alex e uma filha chamada Alyssa.